# Famous Monsters of Filmland
Famous Monsters of Filmland è una rivista statunitense di cinema di fantascienza e dell'orrore, pubblicata nel 1958 dalla Warren Publishing di James Warren e il redattore Forrest J. Ackerman.
Famous Monsters of Filmland ha ispirato la creazione di molte altre pubblicazioni simili, tra cui Cinefantastique, Fangoria, The Monster Times e Video Watchdog. Inoltre sono state pubblicate centinaia, se non migliaia di fanzine di fantascienza simili, alcune delle quali hanno continuato a essere pubblicare per decenni, come Midnight Marquee e Little Shoppe of Horrors.
Dal 2022 sono proprietari del brand Eben McGarr e il musicista Corey Taylor.